# 梅潭河
梅潭河又名大埔水、百侯水、长乐水，位于中华人民共和国福建省西南部和广东省东北部，是汀江左岸支流，上游称芦溪，发源于福建平和县北部芦溪镇东槐村东南的双尖山，北流至新寨转西流，至芦溪镇转西南流，过长乐乡后进入广东大埔县境内，转西北流，经大埔枫朗镇、百侯镇和县城湖寮镇，最后于三河镇汇东村以北注入汀江。河长137千米，流域面积1603平方千米，年径流量12.7亿立方米。